# Heinz von Pflugk-Harttung
Heinz Fritz von Pflugk-Harttung (* 17. September 1890 in Leipzig; † 26. März 1920 in Berlin) war ein deutscher Offizier (zuletzt Hauptmann). Nach dem Ersten Weltkrieg war er in der Garde-Kavallerie-Schützen-Division aktiv. Im Januar 1919 war er wie sein älterer Bruder Horst an der Ermordung Karl Liebknechts beteiligt.

## Leben
Heinz von Pflugk-Harttung war zweiter Sohn des Historikers Julius von Pflugk-Harttung. Sein älterer Bruder Horst von Pflugk-Harttung war ebenfalls Offizier. Im Ersten Weltkrieg war Heinz von Pflugk-Harttung an der Westfront stationiert.
Heinz von Pflugk-Harttung war Adjutant von Waldemar Pabst. Im Januar 1919 war er wie sein Bruder an der Ermordung Karl Liebknechts beteiligt. Im darauf folgenden Prozess wurde er freigesprochen. Im März 1920 war er als Befehlshaber am Kapp-Putsch beteiligt und eröffnete während des Putsches ein Werbebüro für die Putschisten. Im Anschluss an den Putsch führte er im Auftrag von Hans von Seeckt Erschießungen in Köpenick und Friedrichshagen durch. Am 26. März 1920 starb er bei einer Handgranatenexplosion, die auf einen Unfall zurückging.

## Sonstiges
- Zwischen 1938 und 1947 war nach ihm die heutige Wißlerstraße in Berlin-Köpenick benannt.[3]
- In den Dokumentarfilmen Der Gewaltfrieden und Die Konterrevolution von Bernd Fischerauer wurde er von Talin Lopez dargestellt.